# Regina Monteiro Real
Regina Monteiro Leal foi uma museóloga, nascida na cidade de Petrópolis no ano de 1901, no estado do Rio de Janeiro. Atuou predominantemente nesse estado entre as décadas de 1930 a 1960.Era filha de um comerciante português, Francisco Ferreira Real, e Maria Monteiro Castro Real, brasileira natural de Minas Gerais. Permaneceu solteira até o fim de sua vida, sem filhos e descendentes.

## Museu Nacional de Belas Artes
Formou-se pelo então denominado Curso Técnico de Museus do Museu Histórico Nacional no ano de 1937, entrando para o mundo da Museologia.
No mesmo ano de 1937, iniciou sua atuação profissional no cargo de conservadora do Museu Nacional de Belas Artes, onde trabalhou até o ano de 1953. Contribuiu durante esses 16 anos para realização de diversas exposições e ações de documentação do acervo da instituição. Nesse período, foi diretora substituta do museu entre os meses de novembro de 1952 a fevereiro de 1953, sendo provavelmente a primeira mulher formada como museóloga a assumir um cargo de direção de museu no Brasil.
Durante esses anos, também colaborou com outras iniciativas externas que envolveram o museu. O destaque vai para sua convocação para compor comissões de trabalho, como a que foi montada para avaliação de obras da coleção de Alberto Lamego para o Governo do Estado do Rio de Janeiro,em 1947. Tal comissão realizou a seleção de 16 obras do colecionador, que posteriormente foram enviadas ao Museu Nacional de Belas Artes até que sua aquisição fosse concluída.

## Casa de Rui Barbosa
No ano de 1955, Regina Monteiro Leal foi transferida para a Casa de Rui Barbosa, lá permanecendo até 1969, ano de seu falecimento. Contudo, sua transferência não foi o primeiro contato da museóloga com o acervo da Casa, tendo em vista o trabalho de inventário do acervo para o qual foi contratada, já na década de 1940.
Nessa instituição, Regina assumiu diversas funções, inclusive a de diretora substituta entre 1963 e 1964. Colaborou na continuidade das atividades de atualização de inventário e catalogação da instituição, escreveu dois guias de visitantes e idealizou a adaptação dos espaços de exposição da instituição para a configuração de residência. Também escreveu duas publicações sobre o patrono da instituição.

## Publicações e Conselho Internacional de Museus (ICOM)
No ano de 1941, Regina Monteiro Leal publicou uma importante contribuição para a área de museus do período, intitulada Que é técnica de museu.
A museóloga também escreveu sobre a relação entre museus e educação, intitulada Museu Ideal, no mesmo ano do Seminário internacional Função Educativa dos Museus, realizado pela UNESCO no Rio de Janeiro. Tal publicação, assim como outras do mesmo período, buscou  ressaltar a presença do público escolar nos museus e incentivar professores a usar os museus como espaços educativos .
Ela também é considerada uma das personagens centrais para o estabelecimento da representação brasileira do ICOM.